# 植林活動

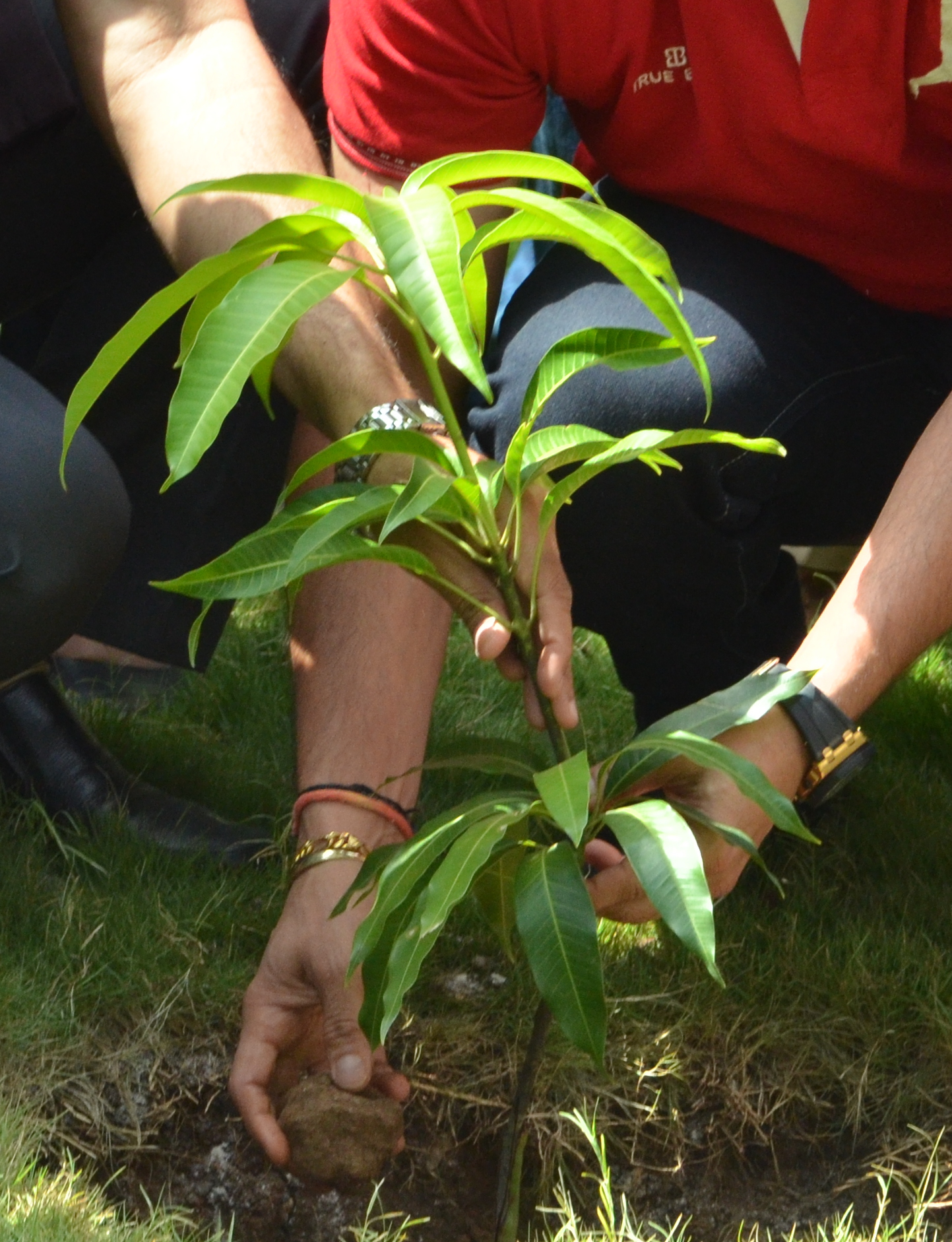
Tree Planting

植林（しょくりん、英: Afforestation）は、木材生産や森林保全を目的として、木を植えることである。森林保全の中には、地盤の安定化、水資源の確保、生態系の保全、防風、防砂といったさまざまな目的が含まれる。造林とほぼ同義とされることもあるが、造林の一部、すなわち人為的な植樹による人工造林のみを植林とすることもある。林学上、afforestation（狭義の植林、造林）とreforestation（森林再生）を総て広義の植林あるいは造林を定義し得る。

## 概要

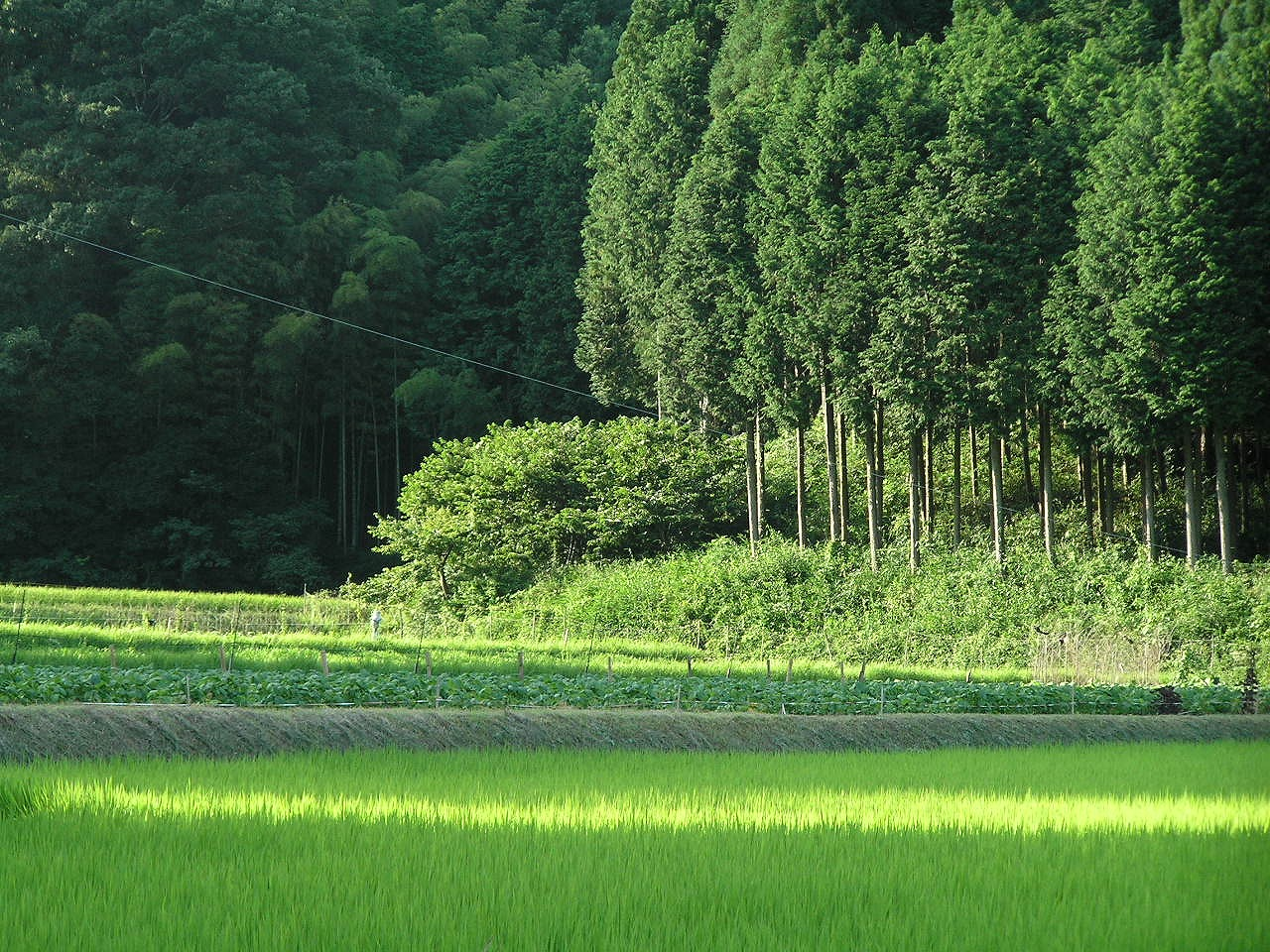
ヒノキが整然と植林された里山

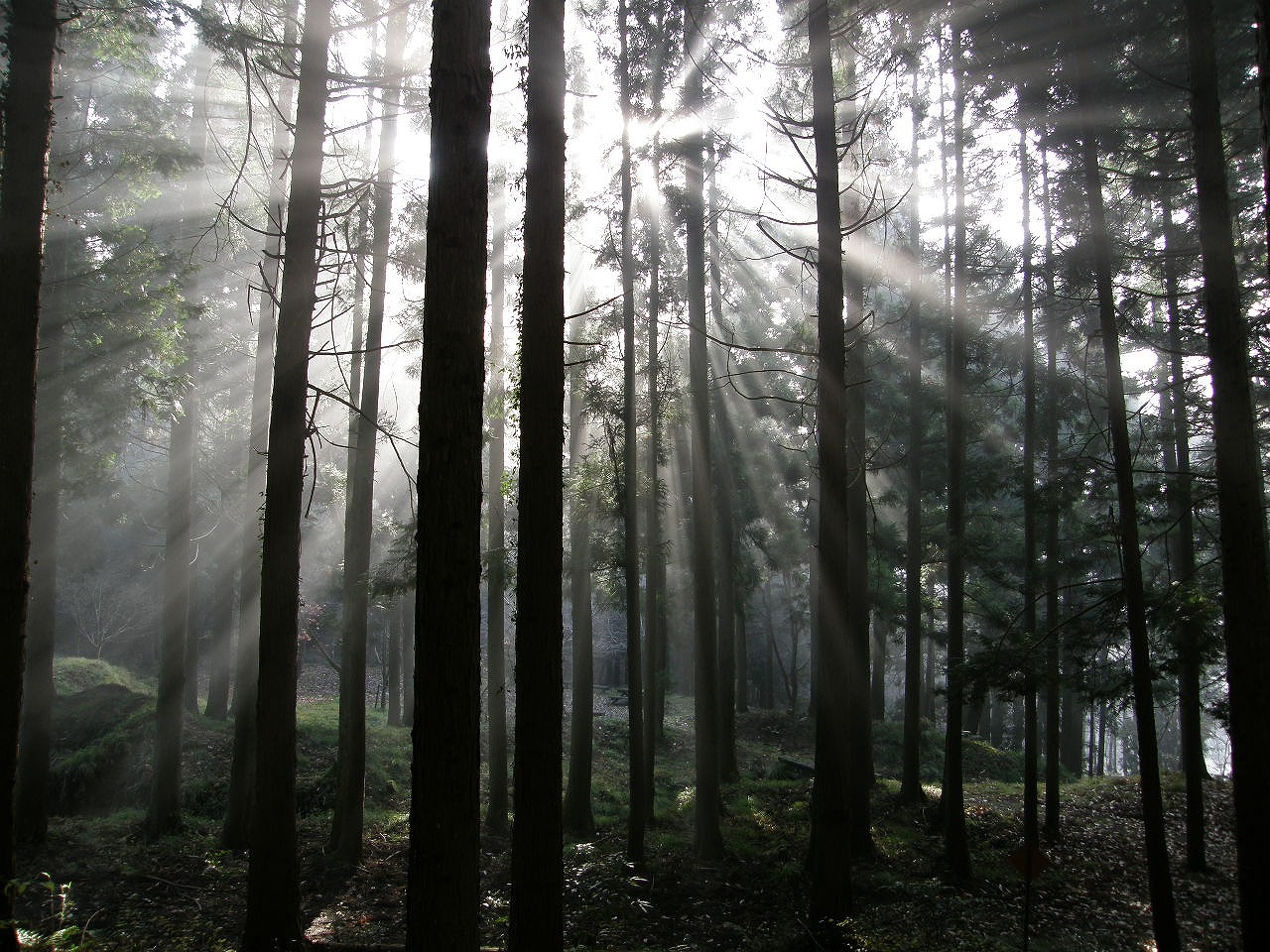
四季を通して薄暗いスギ・ヒノキの人工林

近年まではその大部分が木材生産を目的としたものであり、植林や人工林という言葉も環境保護の意味合いは含まれていなかったが、環境保護運動の拡大につれて森林保全、緑の拡大のために木を植えるという意味合いが含まれるようになっている。
環境保護に貢献する自然林と、木材生産などの林業ための人工林には、樹種や手入れの有無などに大きな違いがあるため、専門家の間では区別されているが、一般的には混同されることが多い。
植林によって生まれた森林は、人工林と呼ばれる。日本においては、全森林面積の4割が植林によって生まれた人工林である。ただし、それらの地は以前は自然林が成立していた場である。横内浄水場水源地など環境保護の名目で自然林を伐採してから「植林活動」を行ったため社会問題となった例もある。
森林は光合成により地球温暖化の原因とされる二酸化炭素(CO2)を吸収することから、温暖化対策の手段として、排出権取引においても、新しく植林した森林をCDM植林の対象とし、CO2削減とみなし、京都議定書における京都メカニズムにより、排出権を創出することがルール上は可能となっている。

## 環境保護活動としての植林

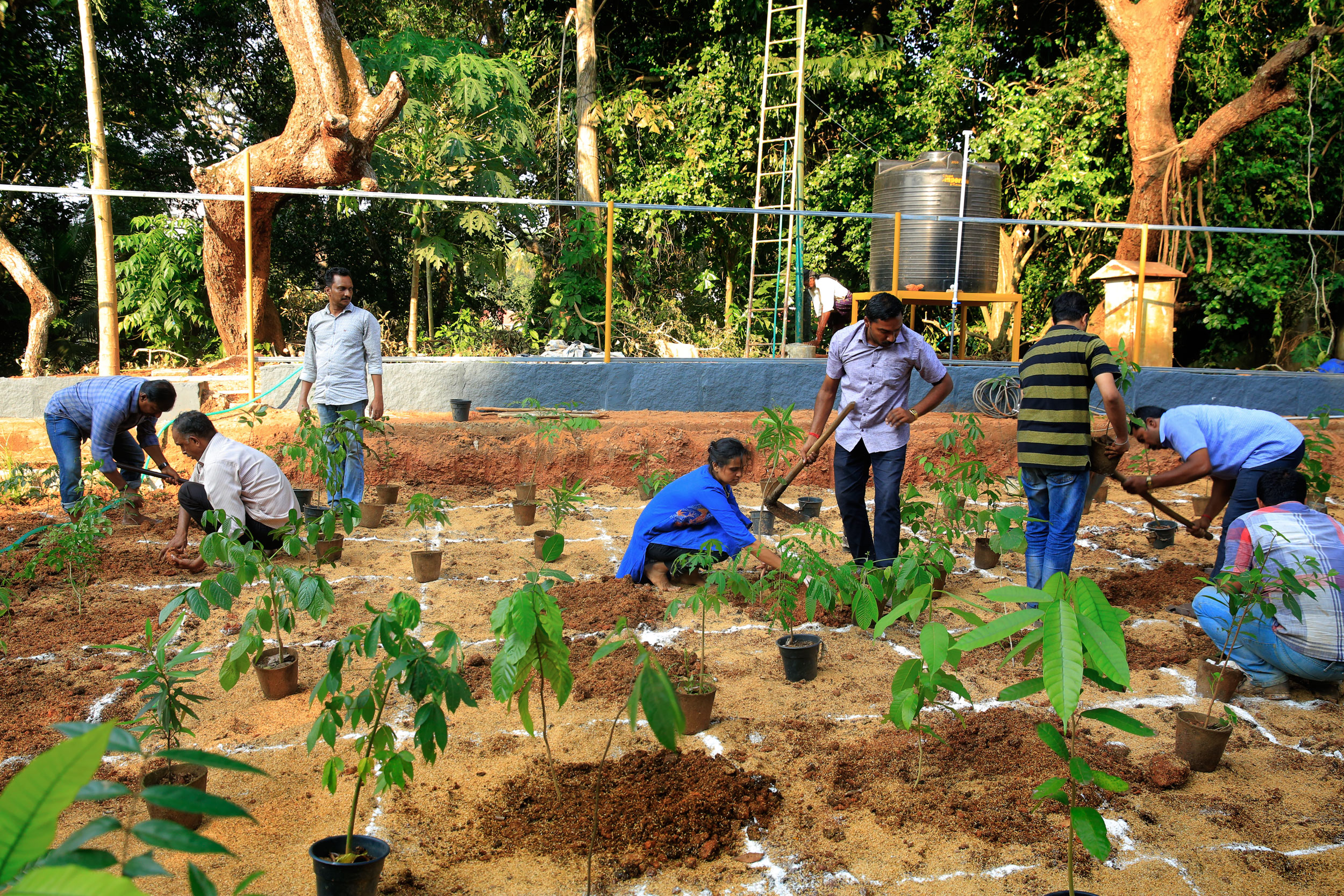
植林活動

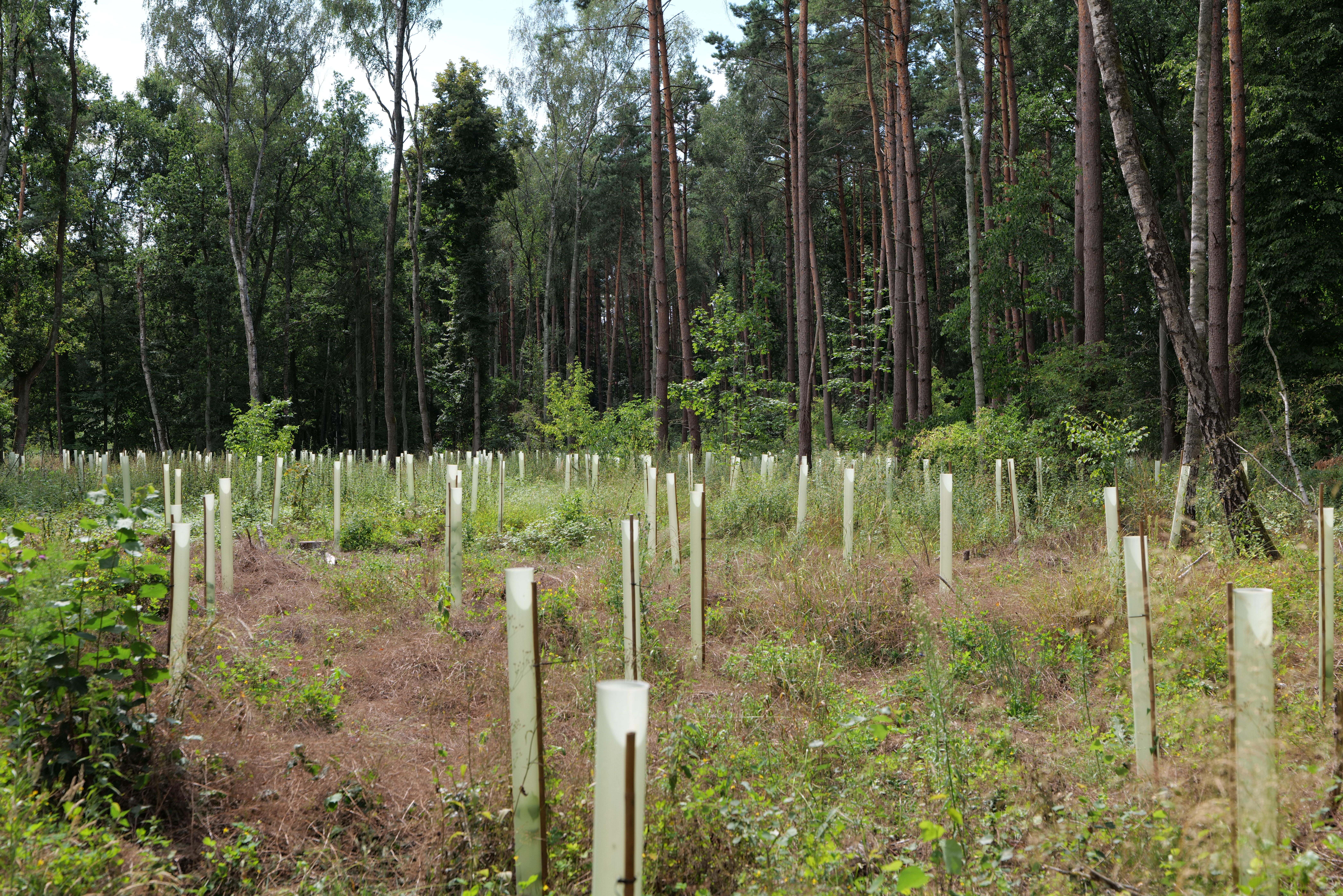
植えられた苗木

木材や燃料とするためではなく森林面積を増やすための植林は森林破壊を補い、地球温暖化への対策として有効であるとされる。そのため環境保護活動の題材としてメジャーであり、市民活動から政府、企業によるものまで広く行われているが、追跡調査などの結果からはその実効性に対しグリーンウォッシングではないかという疑問が呈されている。

### 植林支援活動
植林活動を支援するための募金の代表的なものとして、緑の募金があるほか、ウェブ上でもクリック募金として行われている。ウェブ上の他の植林支援活動として、検索をした回数で植林が行われるサーチエンジンEcosiaが存在する。また、植林活動への貢献に対する賞として明日への環境賞などがある。たくさんの大企業がCSRとして、従業員のボランティアによる植林活動を行っている。

### 植林の失敗
植林は非常にイメージの良い行為であるため、対外的なイメージ戦略として植林が行われることがある。植林に関するリサーチによると、植林はしばしば政府や企業によるグリーンウォッシングとして行われ、植え付け後の管理が行われず放置される例が多い。「植林活動」の成果として「植え付け本数」や「植え付け面積」だけが強調され、「植林の生存率(成功率)」が無視されているためという。植林のその後を調査した研究によると、世界で実際に行われた植林のうち大半が枯死しているという結果であった。2012年にフィリピンでは、マングローブ地帯に対し1時間に100万本という植林が行われギネス記録にまで認定されたが、2020年時点で98%が枯死している。これは植林活動のインパクトを優先し、植え付け場所の調査やその後の管理を怠った結果であり、またこの結果は予想可能であったにもかかわらず強行された。その他にもトルコやインドで同様の大規模植林が行われたが、失敗に終わっている。

## 植林活動を行った人物
- 金原明善
- 栗田定之丞
- 西川作平
- 本多静六
- 宮脇昭
- ジュリアス・スターリング・モートン
- ワンガリ・マータイ

## 植林活動を扱った作品
- 内村鑑三『デンマルク国の話』（岩波書店）
- ジャン・ジオノ『木を植えた男』（あすなろ書房）
- マルゴザタ・フィリームス『緑の大壁ーアフリカのためのアフリカ』